# Domenico Castelli
Pour les articles homonymes, voir Castelli.
Domenico Castelli  dit  Il Fontanino né à Melide, dans l'actuel canton du Tessin, vers 1582 et mort à Rome en 1657, est un architecte italien d'origine suisse.

## Biographie
Le projet de la fontaine de Piazza Grande lui est attribué et à Rome il a participé à des nombreux projets comprenant la  restauration de monuments et des réalisations hydrauliques de bonification des terres marécageuses.
De 1624 à 1657 il a travaillé à Rome comme architecte  des Fabbriche della Reverenda Camera apostolica.
Domenico Castelli est mort à Rome le 14 octobre 1657 et est enterré en l'église Sant'Isidoro a Capo le Case.